# Leptopelis karissimbensis
Leptopelis karissimbensis är en groddjursart som beskrevs av Ahl 1929. Leptopelis karissimbensis ingår i släktet Leptopelis och familjen Arthroleptidae. IUCN kategoriserar arten globalt som starkt hotad. Inga underarter finns listade i Catalogue of Life.